# Femen
Cet article possède un paronyme, voir Fremen.
Femen (aussi écrit FEMEN ; translittération du nom ukrainien : Фемен) est un groupe féministe d'origine ukrainienne, fondé à Kiev en 2008 par Anna Hutsol, Oksana Chatchko et Oleksandra Chevtchenko. Le mouvement est actuellement[Quand ?] représenté dans huit pays. Sa présidente au niveau international est Inna Chevtchenko.
Le groupe se fait connaître internationalement en organisant des protestations publiques dans lesquelles ses militantes s'exposent fréquemment seins nus avec des slogans écrits sur le corps, dans le but de défendre les droits des femmes. Il s'implique également sur plusieurs autres sujets, notamment pour la défense 
de la démocratie et la lutte contre la corruption, la prostitution ou encore l'influence des religions dans la société, ainsi que la Russie poutiniste, au départ uniquement dans l'Ukraine post-soviétique.
Les militantes de Femen sont adeptes d'un féminisme radical qu'elles appellent « sextrémisme ». Le mouvement Femen s'affirme athée, antireligieux, et reproche à la laïcité d'être « une façon d'accepter l'inacceptable »,.
Le mouvement Femen est tantôt associé à la troisième vague féministe, tantôt considéré comme un élément de ce qui pourrait être une « quatrième vague féministe », ou encore inscrit dans une lignée post-féministe représentative de l'asservissement et de la propriété publique du corps des femmes[pas clair], et ce, jusque dans leurs luttes.
Les Femen sont également l'objet de nombreuses critiques, tant pour leurs méthodes que pour leurs messages et pour le financement du mouvement,  assuré par des personnes ou des groupes aux prises de position socio-politiques très diverses.

## Histoire

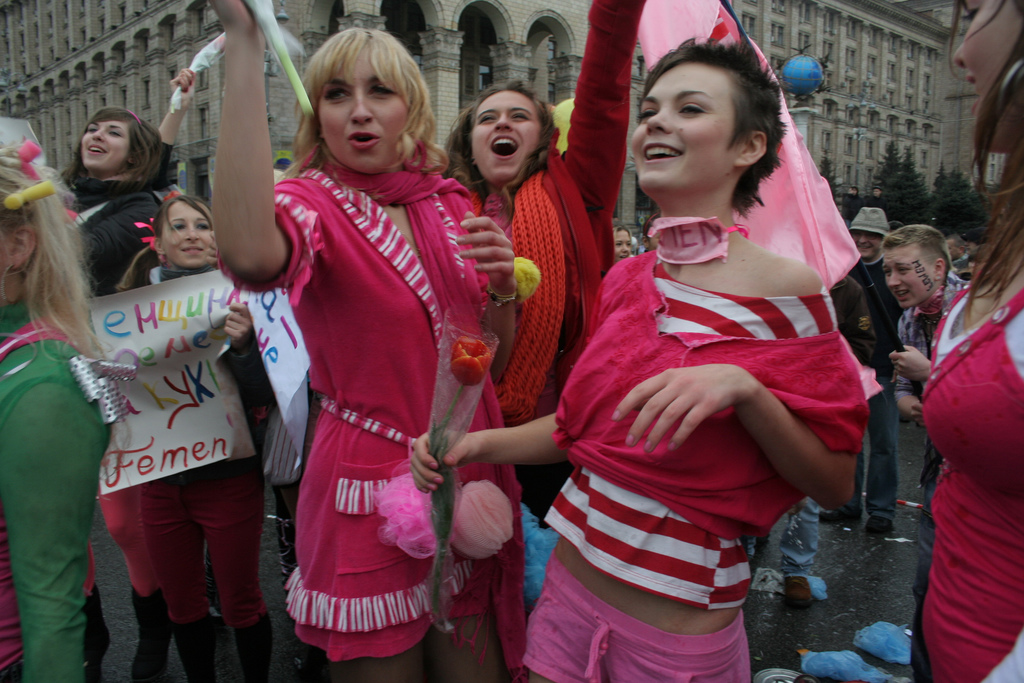
Membres de Femen lors d'une manifestation le 10 mars 2009.

Le mouvement des Femen est créé à Kiev en 2008 par trois jeunes Ukrainiennes originaires de Khmelnytskyï : Anna Hutsol (25 ans), Oksana Chatchko (21 ans) et Oleksandra Chevtchenko, dite Sacha (20 ans), qui s'indignent de la place réservée aux femmes dans la société ukrainienne. Anna Hutsol explique avoir lancé Femen pour défendre la démocratie quatre années après la Révolution orange, car elle pensait que l’Ukraine manquait de militantes pour défendre les droits des femmes : « L'Ukraine est un pays dominé par des hommes, où les femmes sont passives ». Elle dit avoir été influencée par La Femme et le Socialisme (1883), de l'« agitateur » socialiste révolutionnaire allemand August Bebel. À l'été 2008, les fondatrices de Femen manifestent pour la première fois, déguisées en prostituées, pour dénoncer l'importance de la prostitution en Ukraine. Pour le nom de leur mouvement, elles choisissent le mot ukrainien : Фемен car « cela sonnait bien ». Le nom est ensuite latinisé en « Femen », qui ne signifie pas « femme » comme on pourrait le croire, mais seulement « cuisse ». Le terme Femen est d’ailleurs conservé en Français pour désigner en anatomie la zone allant de la hanche au genou. Par métonymie, il peut évoquer les organes génitaux. Symboliquement, le nom met sur un pied d'égalité men, « les hommes », et FEM en français. En 2009, elles innovent en manifestant seins nus contre la pornographie en ligne. Selon Anna Hutsol, elles étaient plutôt « mal à l'aise » lors de leurs débuts mais face à l'écho médiatique de leur action, elles se sont habituées à cette forme de protestation.
Elles choisissent ainsi de dénuder leur poitrine, les seins nus symbolisant la condition des femmes ukrainiennes : pauvres, vulnérables et seulement propriétaires de leurs corps. Anna Hutsol déclare qu'avec Femen, a été « inventée une façon unique de nous exprimer, basée sur la créativité, le courage, l'humour, l’efficacité, sans hésiter à choquer ». Anna Hutsol ajoute que « les gens ne s’intéresseraient pas à notre message si nous n’étions pas habillées de cette façon »… « Pour la cause, nous n’avons pas peur de nous mettre seins nus ou de porter des bikinis ». Femen est né dans une société non démocratique, l'Ukraine encore imparfaitement affranchie du communisme soviétique. Ses militantes ignorent totalement l'idée occidentale de nudité partagée, consentie et non exhibitionniste, telle qu'elle est défendue par le mouvement naturiste. Elles expriment l'idée, très restrictive, que se montrer nue est un moyen de donner une signification à la nudité, qui ne soit plus synonyme de prostitution ou d'exploitation sexuelle.
En avril 2010, Femen envisageait de devenir un parti politique afin de présenter des candidats lors des élections parlementaires de 2012.
« FEMEN FRANCE » crée fin 2012 devient « FEMEN INTERNATIONAL » en 2014.

## Membres et financement

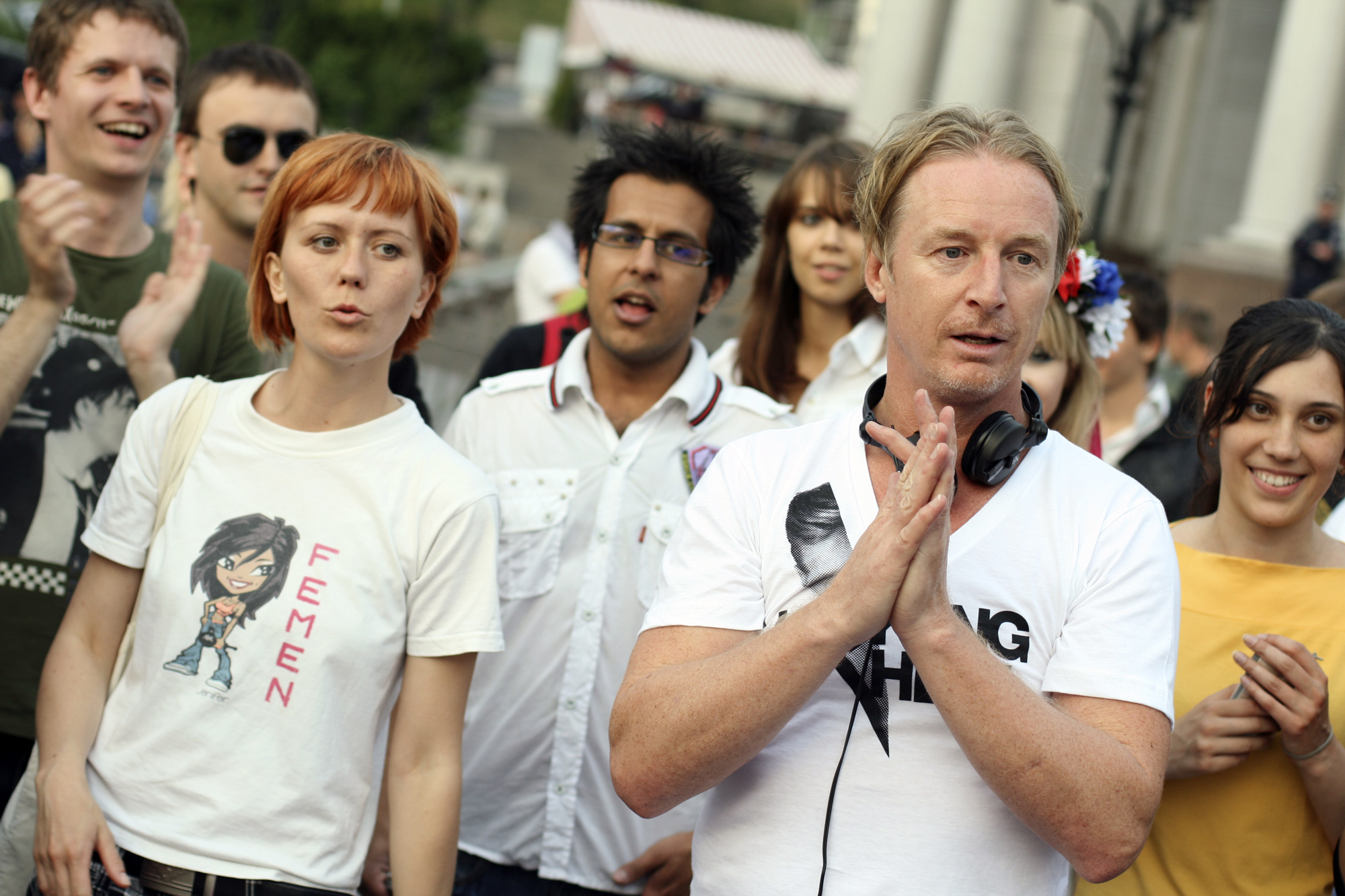
Anna Hutsol et DJ Hell lors de la manifestation l'Ukraine n'est pas un bordel contre le tourisme sexuel et la prostitution, à Kiev, en Ukraine, le 23 mai 2009.

Fin 2010, Femen compte environ 300 membres.
Le financement de Femen est, selon elles, assuré par les militantes, via la vente de produits à l'effigie de Femen, ou par dons privés. Femen bénéficie aussi de donations de personnes privées comme l'Allemand Helmut Geier (également connu comme DJ sous le pseudonyme DJ Hell),, la femme d'affaires allemande Beate Schober, (résidant en Ukraine et possédant une entreprise de relocalisation professionnelle), et l'homme d'affaires américain Jed Sunden (fondateur du groupe de presse ukrainien KP Media comprenant le journal Kyiv Post).
En septembre 2012, une journaliste d'une télévision ukrainienne, qui a infiltré le mouvement pendant plusieurs semaines, sous-entend que le groupe serait financé par des représentants des milieux d'affaires européens et américains, tout en reconnaissant n'avoir pas trouvé de preuve suffisante permettant d'étayer ses suppositions. La journaliste dit avoir découvert que les militantes ukrainiennes seraient payées 1 000 dollars (environ 765 euros) par mois (soit trois fois le salaire moyen ukrainien) et qu'un voyage et les frais d'une opération menée à Paris en 2012 ont été entièrement payés par l'organisation et se chiffreraient à 1 300 dollars (de l'ordre de 1 000 euros de l'époque) par jour et par personne. En 2013, une jeune femme anonyme, Iseul Turan, déclare avoir infiltré le mouvement pendant trois mois. Son témoignage correspond à ces affirmations, mais prennent une dimension différente dans le contexte français : avec cette somme, elle constate que les Femen ukrainiennes installées en France dans le local appelé le Lavoir Moderne vivent en réalité dans un grand dénuement. Ce sont les actions médiatiques qui sont directement financées, tandis que les militantes n'ont que de maigres revenus pour subvenir à leurs besoins.
En décembre 2013, la députée UMP Valérie Boyer pose une question au gouvernement sur le financement des Femen, en s'interrogeant également sur leurs « motivations profondes » ; elle mentionne en particulier des possibles « subventions et aides en nature, comme le prêt de locaux, accordées par des collectivités locales telles que la Mairie de Paris »,.

### Principales militantes
Les militantes les plus médiatiques sont :
- Anna Hutsol[n 2], ukrainienne, cofondatrice de Femen ;
- Oksana Chatchko[n 3], ukrainienne, cofondatrice de Femen, morte en 2018 ;
- Oleksandra Chevtchenko, dite Sacha[n 4], ukrainienne, cofondatrice de Femen ;
- Inna Chevtchenko[n 5], ukrainienne, régulièrement considérée comme une des égéries de Femen[35], parfois présentée comme la quatrième cofondatrice de Femen ;
- Safia Lebdi, française, cofondatrice de Femen France[36], ayant désormais pris ses distances avec le mouvement Femen[37].
- Amina Sboui, tunisienne, initiatrice des actions du mouvement Femen dans son pays, qui a, depuis, quitté le mouvement[38];
- Sara Winter, fondatrice de la branche brésilienne des Femen. Aujourd'hui opposée au mouvement, elle est devenue militante pro-vie;
- Lara Alcázar, fondatrice du mouvement des Femen en Espagne;

### Accusations de dérives sectaires au sein du groupe
Ami d'enfance de Hutsol, Viktor Sviatski a été présenté par le passé tour à tour comme un « consultant politique » ou un « idéologue » du groupe, responsable de beaucoup de leurs actions. Mais en 2013, dans le documentaire L'Ukraine n’est pas un bordel de la réalisatrice australienne Katy Green, celle-ci révèle que Sviatski, loin d'être un simple idéologue, serait même le fondateur du groupe et aurait eu un rôle proche de celui de gourou d'une secte dans l'organisation féministe,.
Sviatski a déclaré dans le documentaire avoir créé les Femen pour « avoir des filles » et affirme qu'elles lui « plaisaient sexuellement ». Il a ensuite ajouté que « ces filles sont faibles. Elles n'ont aucune force de caractère. Elles n'ont même pas le désir d'être fortes. Elles sont soumises (…) ».
Son comportement au sein des Femen a été comparé par la presse à celui d'un pervers narcissique. Il aurait notamment exercé des pressions psychologiques sur les membres du groupe et les aurait traitées de « salopes » et de « putes ». Il aurait de plus forcé les jeunes femmes à se lancer dans une opération risquée en Biélorussie, en janvier 2012, où elles furent rasées et matraquées par la police politique.
Les militantes, venues à l'avant-première du film à Venise, n'ont pas nié le rôle tenu par Viktor Sviatski au sein de l'organisation, dont il n'est plus membre depuis.
En février 2014, une ex-membre de Femen, qui a milité dans le groupe pendant plus d'un an, annonce qu'elle compte publier un livre dans lequel elle dénonce l'« organisation dictatoriale » de Femen. Elle y révèle avoir été traitée comme un objet par le mouvement, qui exige en interne une « soumission » et une « disponibilité totale », accompagnés d'une inexistence de la liberté d'expression. Les militantes qui ne sont pas d'accord seraient systématiquement mises à l'écart, tout comme celles qui ne correspondraient pas aux critères physiques recherchés. Le groupe utiliserait également contre ses membres des méthodes de reconfiguration mentale pour anéantir progressivement toute forme d'esprit critique. De son côté, le député Georges Fenech a estimé que la MIVILUDES devait demander la dissolution du mouvement Femen pour leurs « pratiques à caractère sectaire ».
Inna Chevtchenko a répondu dans une tribune qu'elle « ne démentirai[t] pas ces informations », affirmant que Femen « n'est pas une bande de potes, mais un groupe militant », que « l'atmosphère est martiale » et la « hiérarchie affirmée » car c'est nécessaire pour « mener à bien des opérations complexes »,.
En janvier 2015, Éloïse Bouton, qui fut l'une des premières militantes du groupe Femen en France dont elle est restée membre jusqu'en 2014, publie un livre dans lequel elle dénonce le fonctionnement « désastreux, défaillant et nocif » des Femen. Elle y révèle l'existence de castings psychologiques au sein du groupe. Elle dit en outre avoir été déçue par la mauvaise ambiance qui règne à l'intérieur du mouvement, par le manque de bon sens des militantes « prêtes à tout et n'importe quoi sans savoir vraiment pourquoi » et par la terminologie agressive d'Inna Chevtchenko qui ambitionne de lever une « armée de soldates ».
En octobre 2015, la brésilienne Sara Winter accuse le mouvement d'être « une secte qui promeut la destruction de la famille traditionnelle et de toutes les valeurs morales de la société ». Dans son ouvrage Vadia não ! Sete vezes que fui traída pelo feminismo (Pas salope ! Sept fois trahie par le féminisme), elle les accuse également de l'avoir poussée « à consommer des drogues, avoir des relations non consenties avec des inconnu(e)s, alors même que le mouvement prétend combattre pour le droit des femmes ».

## Objectifs et combats

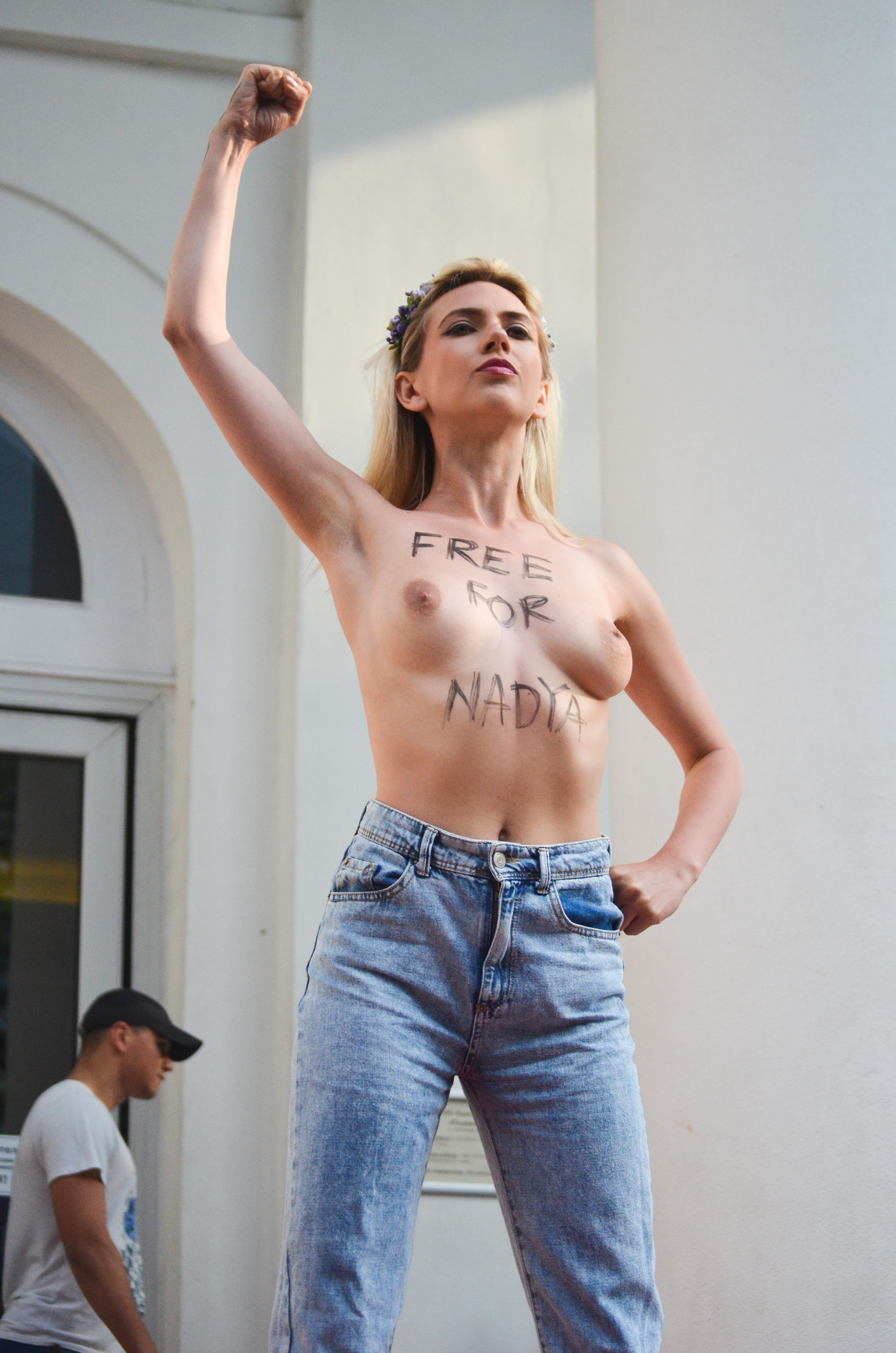
Un des combats des Femen.

Le combat central de Femen est la promotion des droits des femmes, mais le groupe lutte aussi pour d'autres causes, plus ou moins liées au féminisme : en faveur de la démocratie et des droits humains (notamment, pour la liberté de la presse et contre la corruption, la pauvreté, la violence conjugale ou encore des formes de discriminations telles que le sexisme, le racisme ou l'homophobie) et contre l'industrie du sexe (prostitution, tourisme sexuel, agences matrimoniales internationales, pornographie) et l'influence des religions dans la société.
Ses militantes attaquent ce qu'elles considèrent comme « les valeurs patriarcales qui imprègnent la plupart des sociétés industrialisées ». Ce combat passe notamment par une lutte contre l'influence des religions.

### Critiques et combats contre la religion
Les Femen remettent en cause la place des religions dans la société et principalement du christianisme, catholique et orthodoxe, considérant que les églises répandent des valeurs misogynes. Selon elles, « le féminisme et la religion ne sont pas deux choses qui peuvent coexister ».
Elles combattent des symboles, des personnalités ou organisations chrétiennes, par exemple, après l'annonce du verdict dans le procès des Pussy Riot, en sciant à la tronçonneuse une croix à Kiev qui avait été érigée en mémoire des victimes de la répression stalinienne, par d'autres sciages de croix aux Pays-Bas, une altercation à l'aéroport de Kiev avec le patriarche Cyrille de Moscou, la prise d'assaut du clocher de la cathédrale Sainte-Sophie de Kiev, l'organisation d'une contre-manifestation non autorisée en réponse à la manifestation contre le mariage homosexuel organisée à Paris par le « lobby catholique traditionaliste » Civitas,, ou encore une irruption seins nus dans la cathédrale Notre-Dame de Paris.
Le groupe a également manifesté, en Suède, contre l’intégration de la religion dans le projet de Constitution du gouvernement de Mohamed Morsi, en Égypte.

## Méthodes: le «sextrémisme»

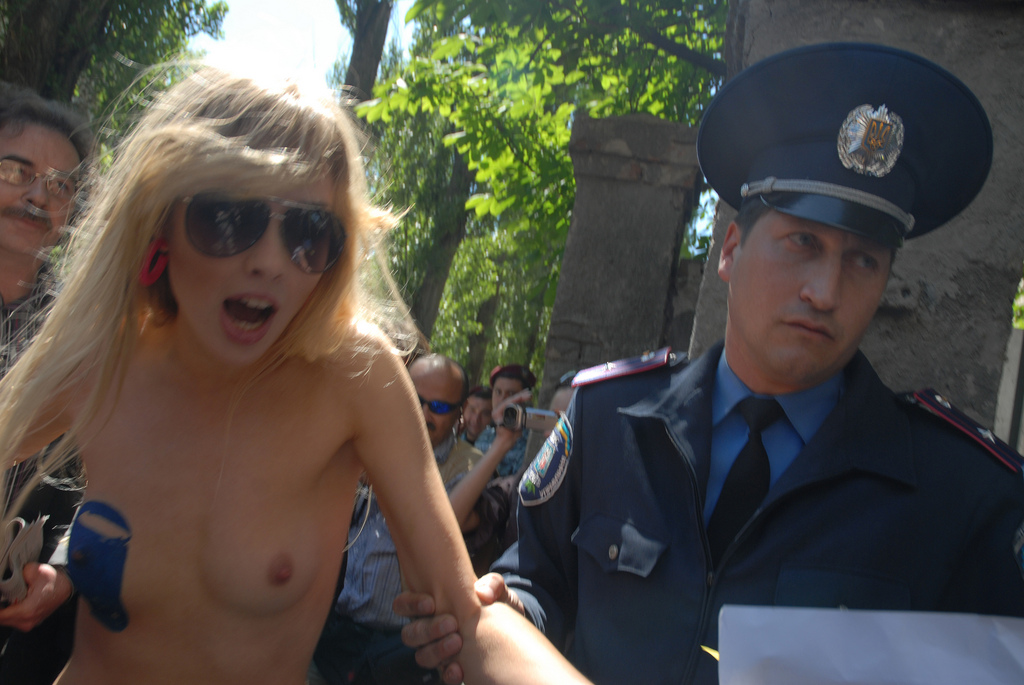
Membre des Femen manifestant seins nus devant l'ambassade de Russie à Kiev, le 27 mai 2010.

Afin de leur assurer une certaine médiatisation,, les actions de Femen se veulent provocatrices, spectaculaires et empreintes d'auto-dérision ou de moquerie. Les militantes sont notamment connues pour manifester seins nus, ce qu'elles font couramment mais pas systématiquement. Femen revendique une forme de féminisme radical qu'elles nomment « sextrémisme »,, (en anglais « sextremism », néologisme fabriqué sous forme de mot-valise). Selon Inna Chevtchenko, il s'agit d'« un nouveau type d'activisme féminin qui est, certes agressif, mais encore non-violent, provocateur mais délivrant un message clair ». Les Femen parlent aussi de « pop féminisme » pour définir leur style.

### Actions de Femen au regard de la loi
Selon les pays, leurs actions, par certaines caractéristiques, peuvent être légalement contestées, notamment celles relatives à la nudité partielle. En France, par exemple, selon l'article 222-32 du Code pénal, « l'exhibition sexuelle imposée à la vue d'autrui dans un lieu accessible aux regards du public » peut être punie par la loi d'un an d'emprisonnement et de 15 000 euros d'amende. À Paris plus spécifiquement, la Préfecture de police considère que « toute tenue qui laisserait entrevoir les parties génitales ou la poitrine constitue une exhibition sexuelle, punissable d'un an d'emprisonnement »,,. La Cour de cassation réaffirme cette jurisprudence en février 2020, mais relaxe cependant la militante, en reconnaissant que son action est une « démarche de protestation politique », et en s'appuyant sur le principe du contrôle de proportionnalité prôné par la Cour européenne des droits de l’Homme.

## Actions de Femen par pays

### Actions en Ukraine

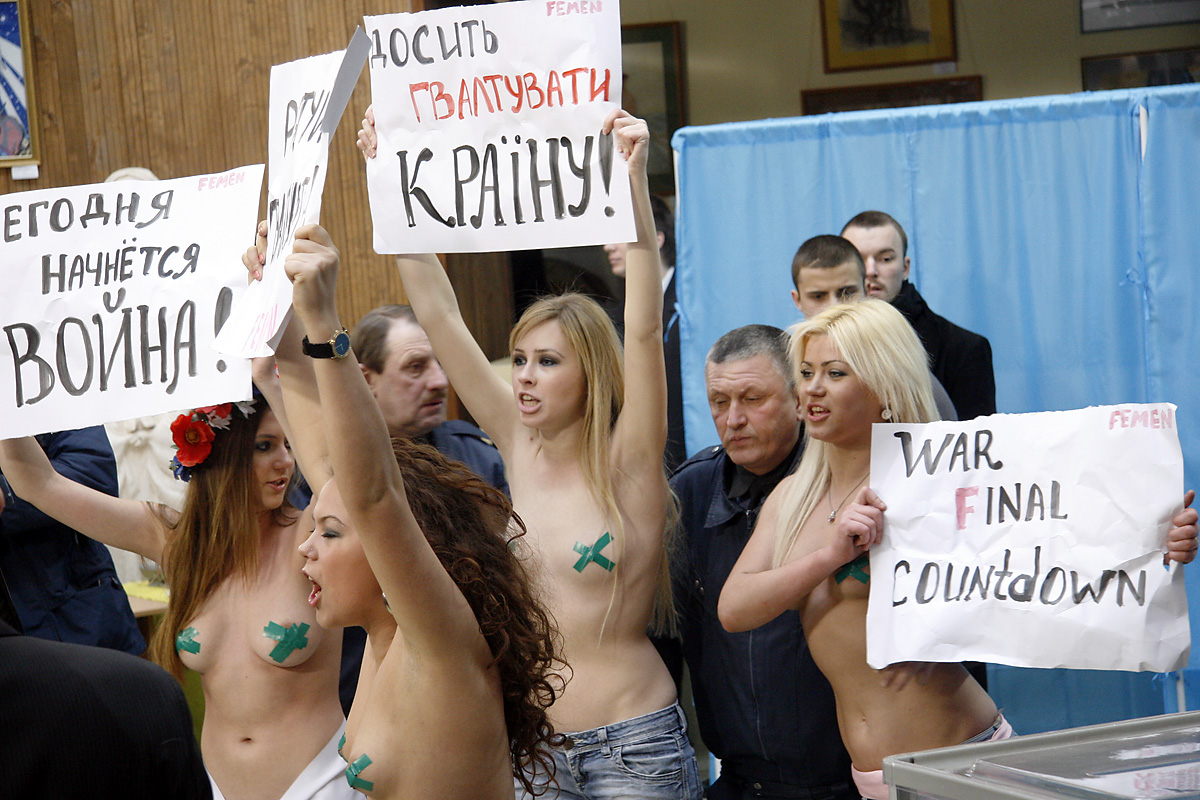
Membres de Femen lors d'une manifestation contre ce qu'elles considèrent comme la manipulation du système démocratique à un bureau de vote à Kiev en Ukraine, le 7 février 2010. On peut lire : La guerre commence aujourd'hui et Stop au viol du pays.

#### Démocratie et politique
Le mouvement défend l'entrée de l'Ukraine dans l'Union européenne.
En mars 2010, des militantes de Femen, habillées de costumes masculins, manifestent contre l'absence totale de femmes dans le nouveau gouvernement et contre les propos sexistes du Premier ministre ukrainien Mykola Azarov : « La situation dans le pays est difficile, et on a pris dans le gouvernement des gens capables de travailler 16-18 heures par jour et de mener à bien les réformes. Ce n'est pas une affaire de femmes de réaliser des réformes ».
Femen dénonce régulièrement « l'ingérence des dirigeants russes dans les affaires intérieures » de l'Ukraine. En octobre 2010, le mouvement organise ainsi une manifestation contre la visite du président russe Vladimir Poutine. Six Femen l'accueillent aux cris de « Ukraïna ne Alina ! » (en français : L'Ukraine n'est pas Alina), en allusion à la gymnaste Alina Kabaeva que la rumeur publique (ultérieurement démentie) présente comme étant sa maîtresse, afin de lui rappeler que Moscou n'est plus souverain en Ukraine. Lors d'une visite du patriarche Cyrille de Moscou dans le pays, la militante de Femen Iana Jdanova, seins nus, s'est jetée sur lui avec l'inscription « Kill Kirill » (« Tuez Cyrille ») écrite dans son dos, l'accusant de « vouloir accroître l'influence de la Russie ».

#### Droits des femmes

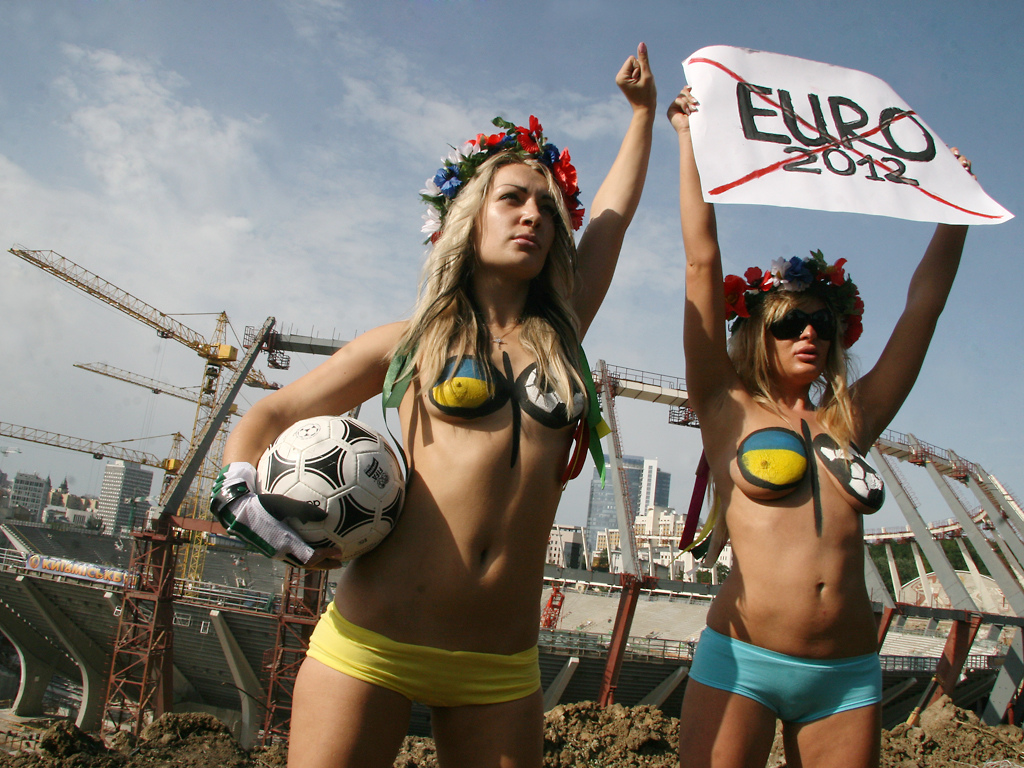
Manifestation contre le championnat d'Europe de football 2012.

Outre la place des femmes en politique, Femen dénonce de façon générale le sexisme, le harcèlement sexuel, la prostitution et le tourisme sexuel qui s'est fortement développé en Ukraine au cours des dernières années.
- En 2009, Femen mène une campagne pour dénoncer le harcèlement sexuel dont seraient victimes des étudiantes de la part de certains professeurs d'université[81].
- Femen demande à l'UEFA d'organiser des campagnes d'information contre le tourisme sexuel à l'occasion du championnat d'Europe de football 2012, coorganisé par l'Ukraine[82](avec la Pologne).
- En mars 2012, Femen participe à l'organisation de manifestations pour protester contre la libération de trois hommes, dont deux fils de responsables politiques, accusés d'avoir violé, battu et brûlé une jeune femme à Mykolaïv ; dans leurs slogans, les Femen réclament « la mort pour ces sadiques » (« Death for sadists »)[83].

#### Protection de l'environnement
En 2011 et 2012, Femen manifestent plusieurs fois à propos de la catastrophe nucléaire de Tchernobyl, y compris près du site de la catastrophe, pour alerter sur le manque de sécurité et la mauvaise prise en charge des victimes,. La même année, Femen dénonce la situation sanitaire du zoo de Kiev ainsi que la corruption de l'administration de l'établissement.

#### Censure sur le web ukrainien, intimidations et répression
À la demande des autorités ukrainiennes, les administrateurs de Facebook suppriment en mai 2011 la page des Femen, invoquant la mauvaise image qui serait donnée au pays sur internet par les militantes. En réaction, des partisans du mouvement Femen en Belgique créent le FIST (Femen International Support Team), (en anglais, fist signifie poing).
Durant l'année 2011, les descentes de police se multiplient au café-restaurant Cupidon de Kiev où se réunissent les Femen. Des agents en civil visitent les domiciles des militantes les plus actives qui sont parfois forcées de déménager.
Les membres de Femen ont souvent effectué de brefs séjours en prison à la suite de leurs actions, mais le député indépendant Taras Chornovil (en) estime en 2011 que « le pouvoir est désemparé, car chaque arrestation accroît la popularité de Femen ».

#### Actions en Ukraine concernant d'autres pays
- À l'automne 2010, des membres de Femen se dénudent devant l'ambassade d'Iran à Kiev pour exprimer leur solidarité avec Sakineh Mohammadi Ashtiani, Iranienne accusée d'adultère et condamnée à la lapidation[13].
- En juin 2011, des Femen manifestent devant l'ambassade d'Arabie saoudite à Kiev, dénudées et portant un niqab, afin de dénoncer l'interdiction de conduire faite aux femmes dans ce pays ; elles scandent des slogans comme « cars for women camels for men » (« des voitures pour les femmes, des chameaux pour les hommes ») ou encore « stop gender inequality » (« arrêtez l'inégalité des genres »)[89].
- En juillet 2011, des membres de Femen manifestent devant l'ambassade de Géorgie à Kiev contre la détention de journalistes dans ce pays[90].
- En octobre 2011, Femen apporte son soutien au mouvement Occupy Wall Street[91].

### Actions en Belgique
- Le 21 décembre 2012, deux militantes du mouvement Femen France ainsi qu'une Ukrainienne et une Allemande se rendent à Bruxelles afin de protester contre la venue de Vladimir Poutine au Parlement européen, lors d'un sommet UE-Russie[92]. Il s'agit pour elles de s'opposer à toute forme d'accord entre l'Europe et la Russie. Le slogan de l'une des militantes, « Putin go to hell ! Democracy, democracy » (« Poutine va en enfer ! Démocratie, Démocratie »), lui vaut d'être interpellée avec ses trois camarades[93]. Elles sont mises en garde à vue, puis libérées après le départ du président russe.
- Plusieurs actions menées en Belgique concernent la situation en Tunisie, et notamment le cas d'Amina Sboui. Le 4 avril 2013, cinq Femen manifestent devant la Grande mosquée de Bruxelles avec des slogans peints sur leur torse tels que « Free Amina » et « Fuck your morals! »[94]. Le matin du 30 mai 2013 les Femen manifestent devant l'ambassade de Tunisie à Bruxelles pour demander la libération d'Amina[95]. Le 12 juin 2013, sept Femen, seins nus et en tenue de prisonnier, manifestent devant l’entrée du Parlement européen pour protester contre l'emprisonnement d'Amina et de trois militantes européennes de Femen en Tunisie[96]. Le 25 juin 2013, trois Femen manifestent autour de la voiture du chef du gouvernement tunisien Ali Larayedh à sa sortie du Berlaymont en réclamant la libération des militantes Femen (Amina, Marguerite, Joséphine et Pauline) mais aussi du rappeur Weld el XV et du blogueur Jabeur Mejri[97].
- Le 23 avril 2013, quatre membres des Femen font irruption dans une conférence intitulée « Blasphème : offense ou liberté de s’exprimer », organisée à Ixelles par l'Université libre de Bruxelles. Cette intrusion veut dénoncer des propos jugés homophobes de Mgr Léonard, évêque de Bruxelles, qu'elles aspergent d'eau en criant des slogans tels que « Stop Homophobia » et « Léonard y’en a marre »[98],[99]. La réaction de l'évêque, qui est resté calme et en prière tout le temps de l'agression, a suscité des réactions émues[100].
- À la suite de la « découverte » d'armes dans les bureaux de Femen à Kiev et la fermeture de celui-ci, des militantes ont organisé une action devant l'ambassade d'Ukraine à Bruxelles le 29 août 2013[101].
- Dans un communiqué publié le 10 septembre 2013, les Femen belges annoncent leur dissolution, « suite à des différends sur l'organisation interne du mouvement international Femen »[102],[103].
- Le 11 octobre 2013 au Collège Saint-Michel à Bruxelles, lors d’un discours prononcé par Christine Boutin pour la rencontre européenne des jeunes catholiques, quatre ex-Femen belges, rebaptisées aujourd’hui les Liliths, seins nus et scandant des slogans comme « God Save the Queer » ou « Touche pas à mon IVG », ont enlacé l’ancienne présidente du Parti chrétien-démocrate (PCD) de leur corps et d'un drapeau arc-en-ciel aux couleurs de la cause LGBT+[104].
- Des Liliths procèdent au premier enfritage de l'Histoire, le 22 décembre 2014, en lançant des frites-mayonnaise sur Charles Michel, Premier ministre belge, pour protester contre l'austérité et la destruction d'un modèle social « au nom d’une compétitivité absurde qui laisse le bien-être de la population à la porte des ministères. »[105].

### Actions en Espagne

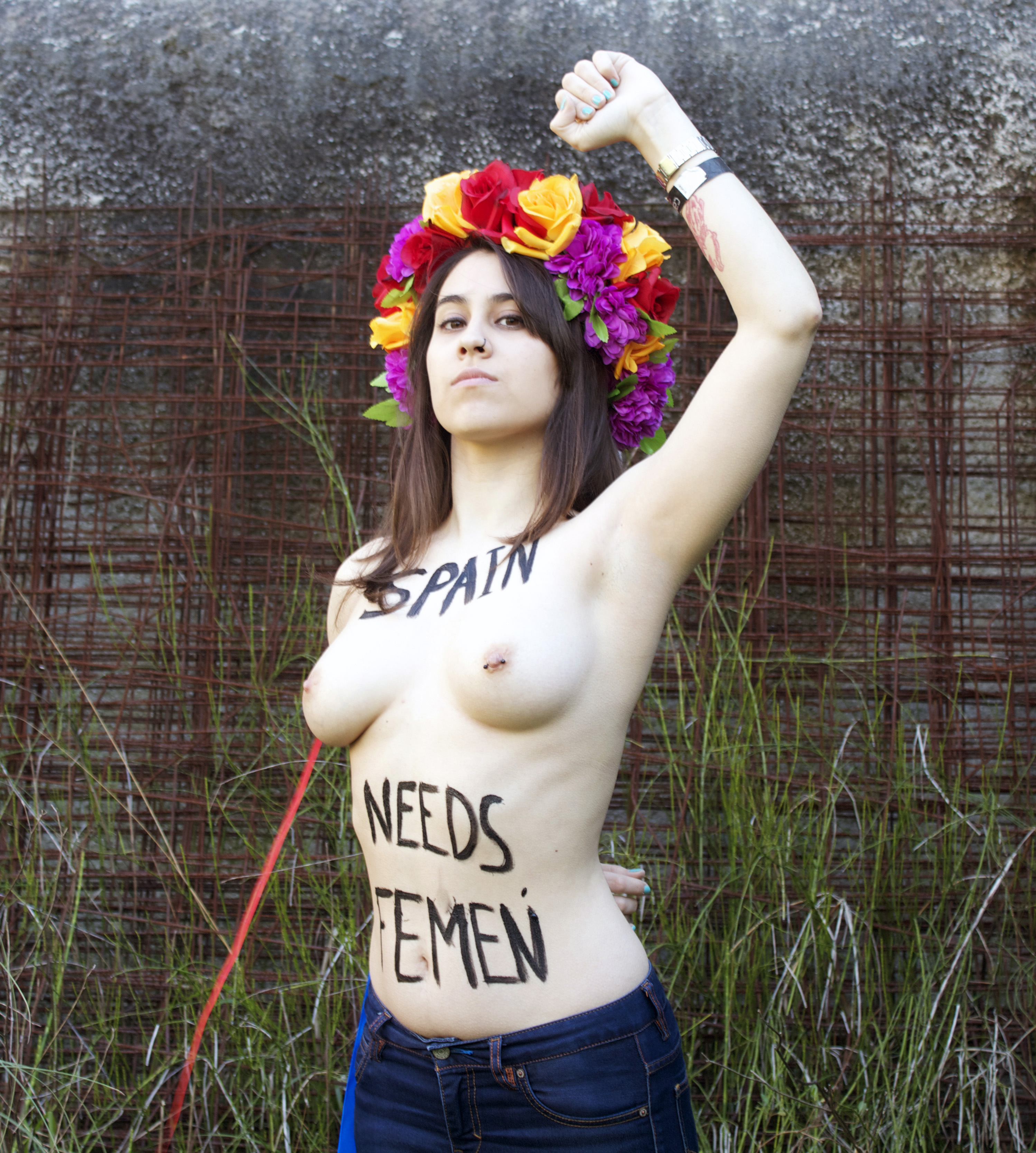
Lara Alcazar.

- En 2013, la féministe Lara Alcázar, fonde le groupe des Femen en Espagne[106]. Accompagnée de deux camarades, elle perturbe une séance du Congrès des députés. Elle coupe la parole du ministre de la Justice Alberto Ruiz-Gallardon pendant les débats visant à restreindre le droit de l'avortement[107].

### Actions en France

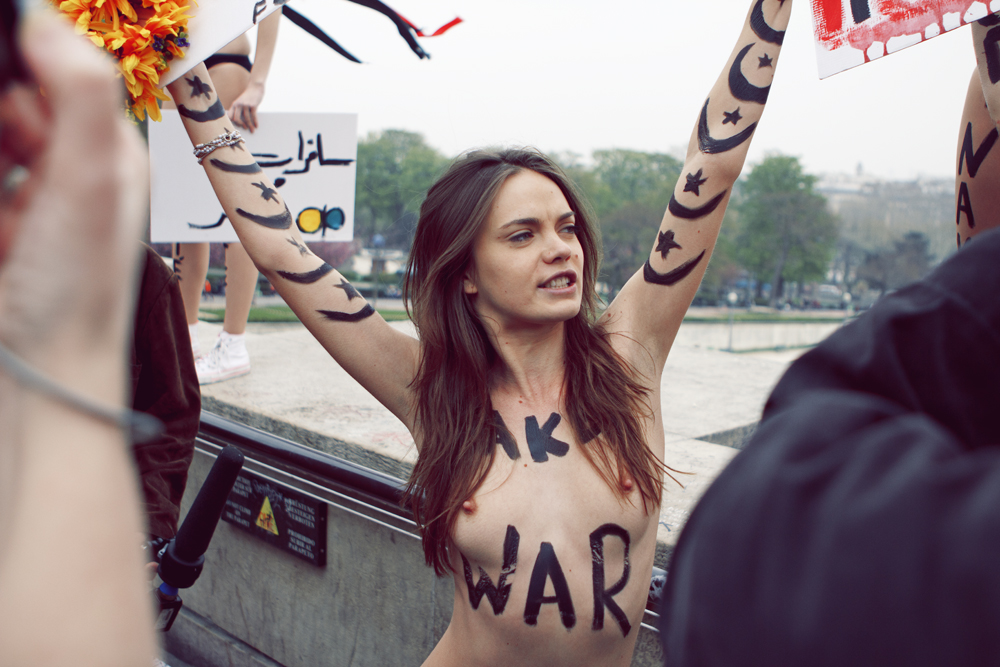
Oksana Chatchko, durant une performance des Femen à Paris en 2012.

- Le 31 octobre 2011, quatre Femen, en tenue de soubrette (allusion au métier de chambrière de Nafissatou Diallo), mènent une action devant l'hôtel particulier parisien de Dominique Strauss-Kahn[108].

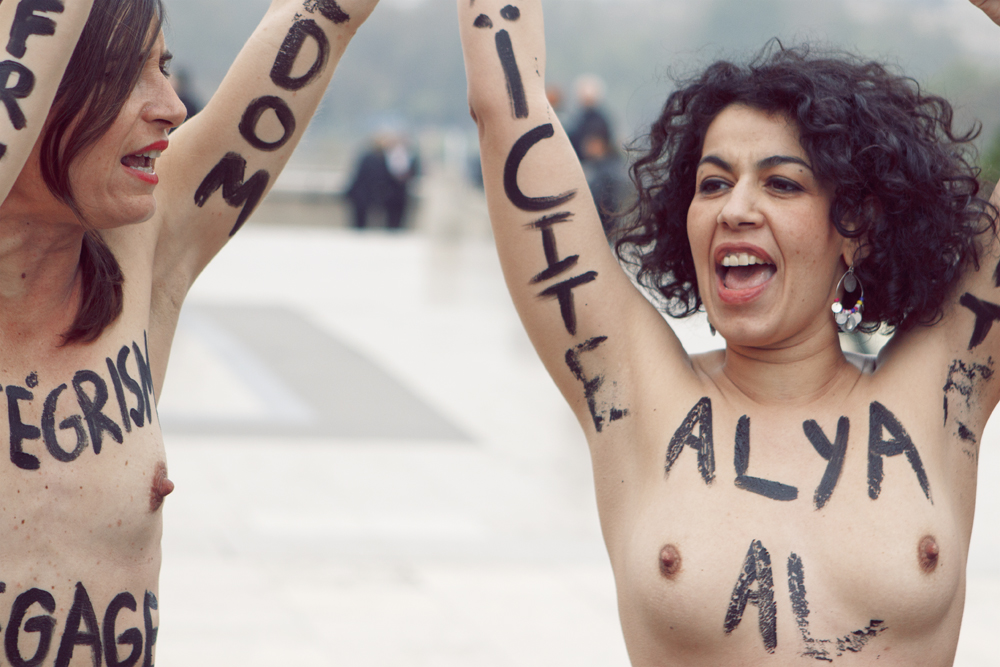
Claire Beffa et Safia Lebdi, lors de la manifestation de Femen en mars 2012, affirment leur soutien envers Aliaa Magda Elmahdy.

- Le 31 mars 2012, des Femen manifestent en burqa à Paris sur le Parvis des droits de l'homme puis retirent le vêtement jugé infamant afin de se présenter seins nus pour défendre la liberté des femmes musulmanes dans le monde[109]. Durant cette manifestation, le groupe Femen, et en particulier Safia Lebdi, affirme aussi son soutien envers Aliaa Magda Elmahdy.
- Le 1er juin 2012, plusieurs Femen françaises ont protesté devant l'ambassade d'Ukraine pour réclamer une compétition « sans prostitution » à l'occasion du Championnat d'Europe de football 2012[110].

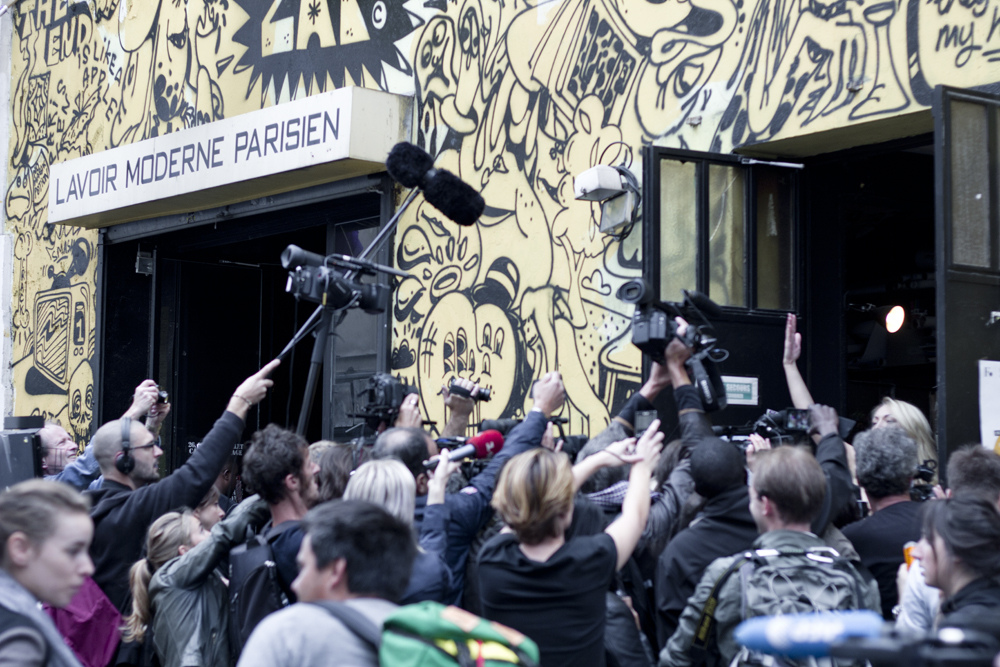
Inauguration du « centre d'entraînement » de Paris au Lavoir Moderne en septembre 2012.

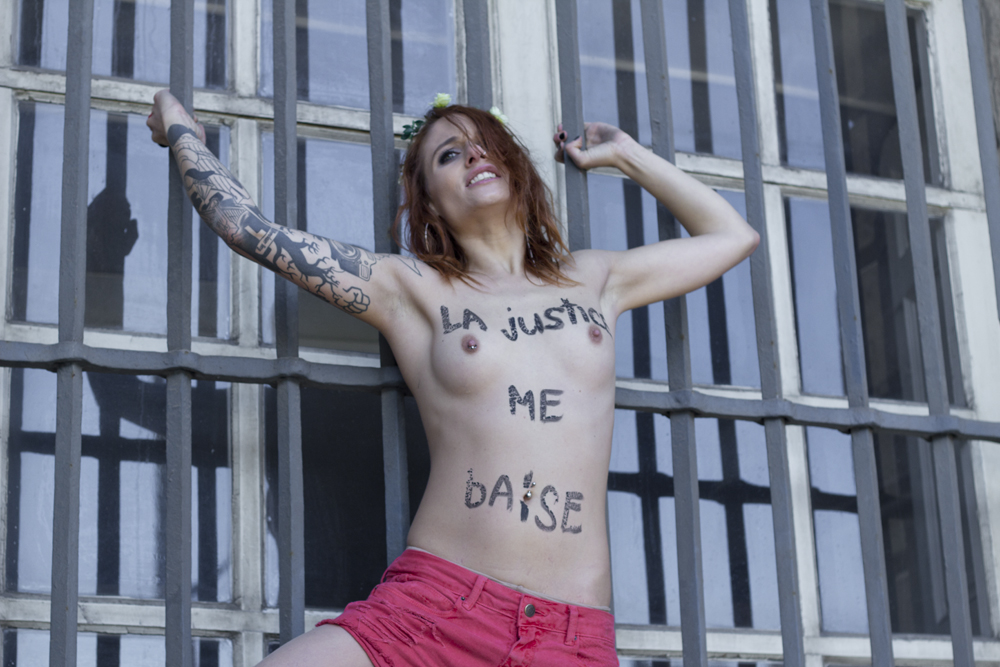
Éloïse Bouton lors de la manifestation devant le ministère de la Justice en octobre 2012.

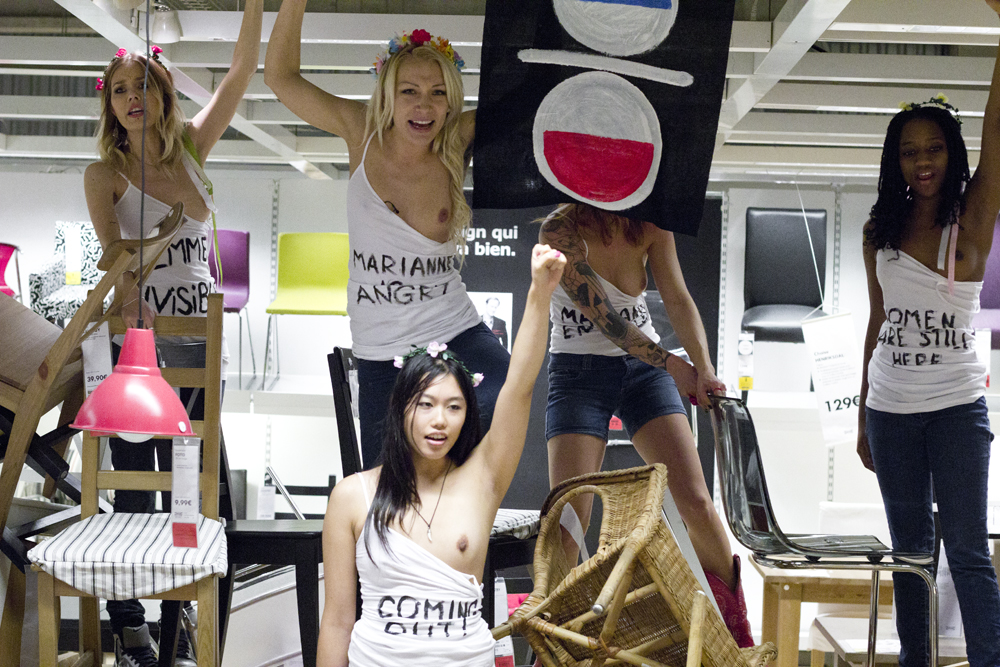
Manifestation de Femen dans le magasin Ikea de Gonesse en octobre 2012.

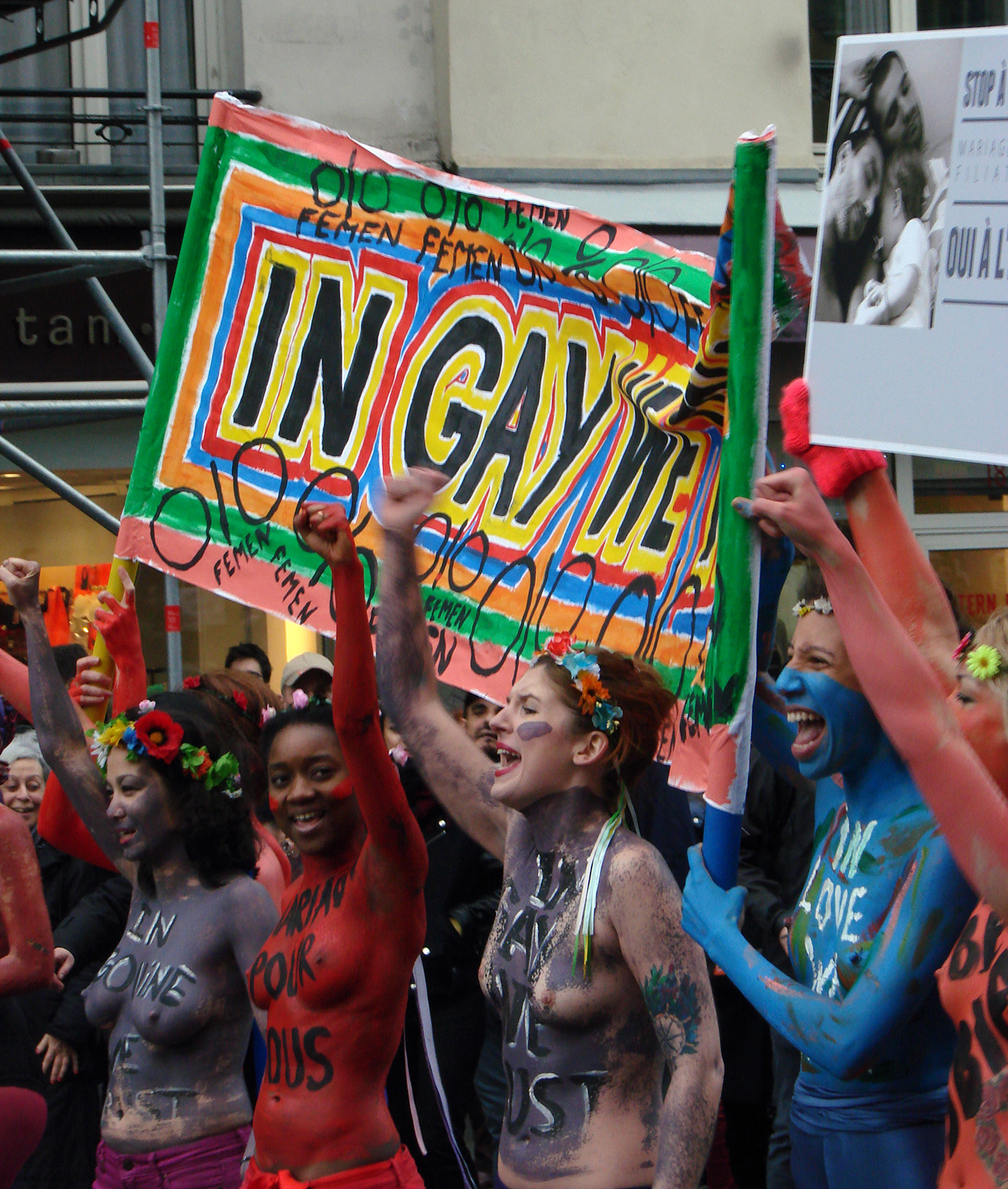
Participation de Femen à la manifestation en faveur du mariage pour tous en décembre 2012.

- Après avoir dû fuir l’Ukraine pour avoir tronçonné une croix catholique dans une cathédrale orthodoxe en « soutien aux Pussy Riot »[111], Inna Chevtchenko arrive à Paris le 27 août 2012[112] et trouve refuge au Lavoir Moderne Parisien, un théâtre du 18e arrondissement de Paris qui lui avait promis un hébergement en juillet 2012. Elle affirme également avoir « établi des connexions avec des féministes » avant même son arrivée[113]. Le 18 septembre de la même année, les militantes de Femen y inaugurent un camp d'entraînement international qui vise à former leurs activistes aussi bien physiquement qu'intellectuellement en vue des actions[114],[115]. Elles défilent seins nus depuis l'arrêt de métro Château rouge jusqu'à l'entrée du théâtre avec pour mots d'ordre « Go, undress and win » (« Va, déshabille-toi et gagne »), « Muslim let's get naked » (« Musulman, déshabillons-nous ») ou « Femen is a new feminism » (« Femen est un nouveau féminisme »)[116],[117].
- Le 3 octobre 2012, sept militantes se rendent devant la Vénus de Milo conservée au musée du Louvre en soutien à une jeune femme tunisienne de 27 ans violée par des policiers tunisiens deux semaines auparavant, et accusée d'atteinte à la pudeur[118]. Leur slogan est « We have hands to stop rape » (« Nous avons des mains pour arrêter le viol »). Elles attachent une pancarte « Rape me I'm immoral » (« Violez-moi, je suis immorale ») autour de la Vénus de Milo et demandent que la jeune Tunisienne soit reconnue comme « victime d'un viol collectif » et que « les auteurs soient jugés et punis »[119].

- Le 15 octobre 2012, les militantes de Femen France se rendent devant le ministère de la Justice afin de dénoncer le verdict du procès des viols collectifs de Fontenay-sous-Bois (dix des quatorze agresseurs présumés ont été acquittés, et quatre d'entre eux sont condamnés à un an de prison). Elles déroulent une grande banderole sur laquelle est inscrit « Rape club » (« Club de viol ») et scandent le slogan « Justice fucks us » (« La justice nous baise »). Éloïse Bouton, membre du mouvement, explique que cette décision de justice est « hallucinante, mais symbolique de la manière dont sont traitées ces affaires », estimant qu'en France, « la victime d'un viol est toujours perçue comme coupable »[120].

- Le 27 octobre 2012, les militantes de Femen France manifestent dans le magasin Ikea de Gonesse dans la zone commerciale Paris-Nord 2 au cri de « Marianne is angry » (« Marianne est en colère ») ainsi que « Women are still here » (« Les femmes sont toujours là »)[121]. L'objectif est de protester contre la diffusion du catalogue destiné à l'Arabie saoudite après que la chaîne a décidé d'en gommer toutes les femmes afin de ne pas choquer leur clientèle[122]. C'est la première action internationale de Femen ; en effet, les militantes des branches Femen France et Femen Allemagne ainsi qu'une militante de la branche québécoise protestent simultanément dans leurs pays[123].
- Le 18 novembre 2012, déguisées en nonnes, les militantes de Femen France interviennent dans une manifestation organisée par l'institut Civitas contre le projet de loi prévoyant le mariage pour tous[124]. Elles portent des inscriptions peintes sur le corps « Saint esprit étroit », « Fuck God » (« Baise Dieu »), « Fuck religion » (« Baise la religion »), « Fuck church » (« Baise l'Église »), « In gay we trust » (« Nous croyons en l'homosexualité ») ou « Occupe-toi de ton cul », et ont à la main des extincteurs avec « See the sperm, the Holy sperm » (« Voyez le sperme, le saint sperme ») écrit dessus[125]. Après avoir déclenché leurs extincteurs en direction des manifestants[126], elles sont repoussées par le service d'ordre[127], et certaines sont frappées par des individus répartis en petits groupes[128]. La journaliste Caroline Fourest qui accompagne les Femen afin de les filmer est également prise à partie[129]. Des militantes du Femen sont ensuite embarquées par la police[130], qui n'avait pas autorisé leur action[131]. Najat Vallaud-Belkacem, (ministre du droit des femmes) ainsi que Cécile Duflot (ministre du logement) témoignent leur soutien aux Femen sur Twitter[132]. La députée socialiste Anne-Yvonne Le Dain suivie par six de ses confrères demande à Manuel Valls, ministre de l'Intérieur, la dissolution de l'institut Civitas[133]. À la suite de cet événement, Caroline Fourest et les Femen ont annoncé avoir porté plainte pour « violences en réunion ». Cinq de leurs agresseurs présumés ont été arrêtés et mis sous contrôle judiciaire. Civitas annonce également porter plainte contre les Femen pour « exhibitions sexuelles, diffusion de message à caractère violent, violences en réunion et avec armes, entrave concertée à la liberté de manifestation par menaces, violences et voies de fait et injures envers les manifestants en raison de leur appartenance à la religion catholique »[134],[135].

- Le 16 décembre 2012, les militantes de Femen France se rendent à la manifestation en faveur du mariage pour tous afin de réaffirmer leur soutien à la cause des lesbiennes, gays, bisexuels et transgenres[136].
- Le 12 février 2013, à la suite de la renonciation du pape Benoît XVI, huit membres de Femen France investissent, seins nus et couvertes de slogans hostiles au pape, la cathédrale Notre-Dame de Paris afin de faire sonner les cloches (alors exposées à l'occasion de leur restauration), avant d'être évacuées par le service d'ordre[61], sept d'entre elles étant également interpellées par la police. Cette action est condamnée unanimement par la classe politique. Eva Joly dénonce une action déplacée et « un manque de respect pour les croyants » ; le ministre de l'Intérieur Manuel Valls témoigne « de son soutien aux catholiques de France qui ont pu être offensés par ce geste grossier »[72] et parle de « consternation » face à « une provocation inutile », argument repris par la ministre des Droits des femmes et porte-parole du gouvernement Najat Vallaud-Belkacem ; des critiques sont aussi exprimées par le maire Bertrand Delanoë, et les sénateurs de Paris Pierre Charon et Yves Pozzo di Borgo[137]. Mgr Patrick Jacquin, recteur-archiprêtre de Notre-Dame, annonce avoir porté plainte pour « profanation d'un espace cultuel[n 8] » et pour « coups et blessures »[138]. L'AGRIF déclare porter plainte et demande la dissolution des Femen[139]. Malgré les condamnations venant de plusieurs personnalités politiques, de nombreux plaignants et pétitionnaires s'étonnent que les activistes de Femen aient été « peu inquiétées après leur interpellation » par la police française »[72]. En mars, Inna et Sacha Chevtchenko affirment avoir « emporté un petit bout » de l'or en feuille appliqué sur l'une des cloches pour payer la réparation de « dents cassées »[140], alors que, dans de précédentes déclarations, Inna Chevtchenko avait nié avoir abîmé la cloche[141],[142]. Sur cette affaire, le 13 septembre 2013, le tribunal de Paris demande le renvoi pour complément d'information à une date ultérieure, en attente des conclusions de l'enquête[143]. Elles sont défendues par Patrick Klugman, ancien avocat conseil de SOS Racisme et de Caroline Fourest, laquelle n'a pas cautionné l'action entreprise à la cathédrale, « à cause de son amitié pour le maire de Paris, Bertrand Delanoë, et Manuel Valls », selon une ancienne Femen[102]. Le 10 septembre 2014, à l'issue du premier procès français contre Femen, le tribunal correctionnel de Paris a relaxé les neuf militantes Femen accusées dans cette affaire, mais le parquet de Paris a fait appel, alors que trois surveillants de la Notre-Dame ont été condamnés à des amendes avec sursis pour la violence avec laquelle ils ont expulsé trois des militantes lors de leur action[144]. Le haut fonctionnaire Roland Hureaux déclare que le jugement de relaxe est choquant, d'autant plus que les vigiles ont eux été condamnés, et parle de « monde à l'envers »[145].

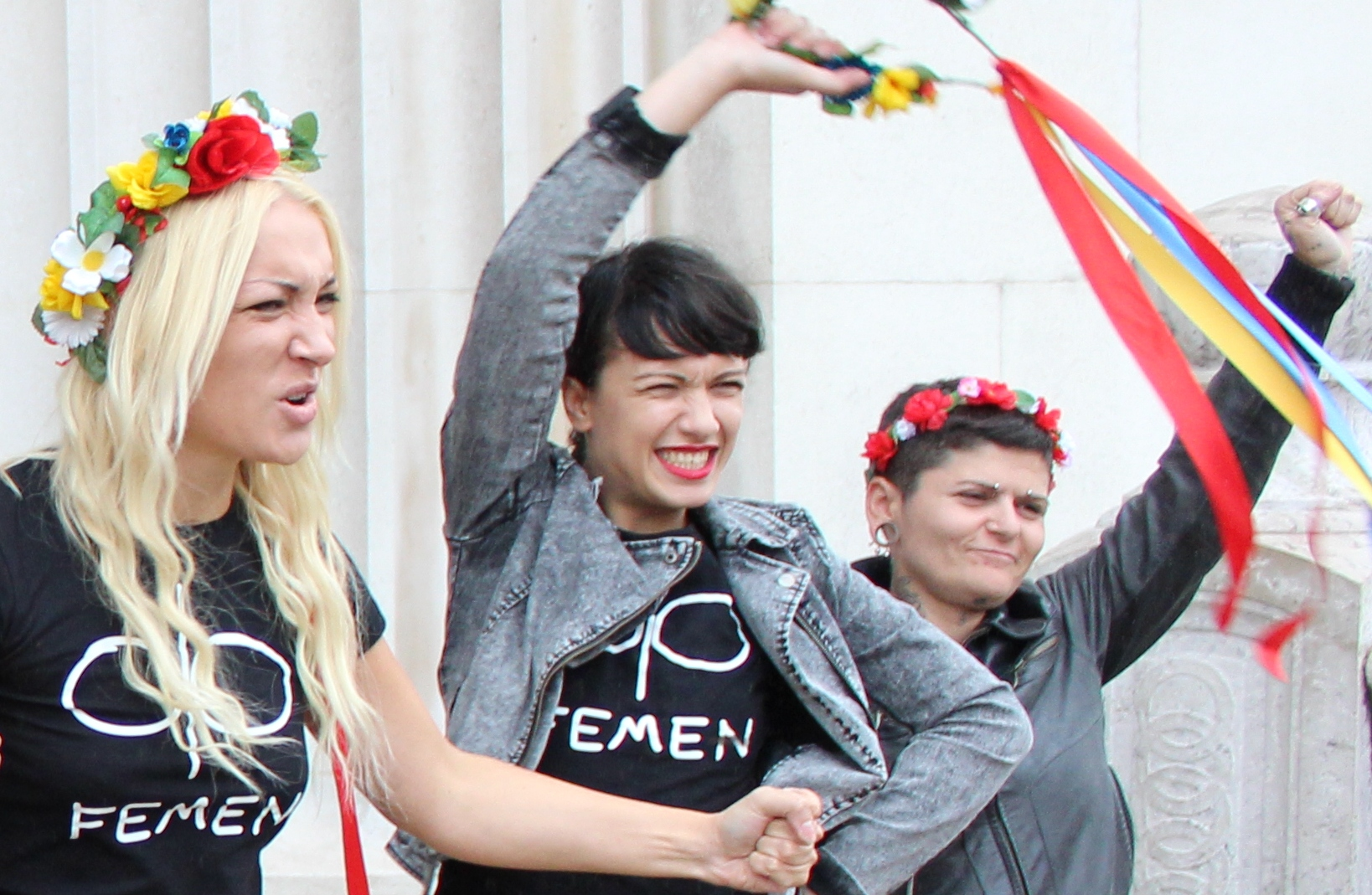
Femen à la sortie du tribunal de Paris, le 13 septembre 2013. À gauche, Inna Chevtchenko, au milieu Marguerite Stern.

- Le 3 avril 2013, trois militantes Femen, deux Françaises et une Tunisienne, ont brûlé un drapeau salafiste devant la Grande mosquée de Paris. Pour Inna Chevtchenko, la Grande Mosquée est le « lieu symbolique » de la religion musulmane donc, par cette action, Femen entend dénoncer l'extrémisme religieux et exprimer sa solidarité avec la militante tunisienne Amina Sboui[146].
- Le 21 juin 2013, deux militantes Femen essaient d'interpeller François Hollande lors de sa visite du Salon aéronautique du Bourget en criant « Free Femen » en référence aux membres du mouvement emprisonnées en Tunisie ; elles sont rapidement maîtrisées par le service de sécurité du président de la République[147].
- En juillet 2013, Inna Chevtchenko, initialement arrivée en France avec un visa touristique, annonce avoir obtenu l'asile politique en avril auprès de l'OFPRA[148].
- Le 4 novembre 2013, après avoir quitté le Lavoir Moderne, le groupe Femen installe son nouveau QG à Clichy, dans une usine de prétraitement des eaux usées, appartenant au Syndicat interdépartemental pour l'assainissement de l'agglomération parisienne (SIAAP), qui a immédiatement enclenché une procédure d'exclusion pour occupation illégale des lieux. Le jugement sera rendu le 28 avril 2014[149].
- Le 1er décembre 2013, devant l’ambassade d’Ukraine à Paris, cinq militantes (parmi lesquelles Inna Chevtchenko) urinent sur des photos du président Viktor Ianoukovytch (sans qu'on puisse savoir s'il s'agit d'une simulation ou d'une véritable urine), dans l'objectif de dénoncer la répression de l’opposition à Kiev et demander l'aide de l'Europe[150].
- Le 20 décembre 2013, pensant atteindre de cette manière les campagnes anti-avortement menées par des mouvements idéologiques extrémistes se réclamant, à travers le monde, de formes déviantes de catholicisme, Éloïse Bouton, chef de file des Femen en France, mime « l'avortement de l'embryon de Jésus » dans l'église de la Madeleine à Paris, en déposant devant l'autel un morceau de foie de veau censé représenter un fœtus[151]. Les mots « 344e salope » sont inscrits sur son ventre, en référence au manifeste des 343 salopes, et le slogan « Christmas is cancelled » (« Noël est annulé ») sur son dos. Cela, pendant une répétition[152] de l’Ensemble vocal de la Madeleine[153]. Le groupe Femen avait justifié ainsi son action : il s'agissait pour elles de dénoncer les « campagnes anti-avortement menées par le lobby catholique à travers le monde ». Une enquête de police est ouverte, tandis que le maire de Paris Bertrand Delanoë condamne « un acte qui caricature le beau combat pour l'égalité femmes-hommes, sème la discorde dans la société parisienne et choque inutilement de nombreux croyants. »[154].
- Le 22 avril 2014, une vingtaine de Femen manifestent à Paris devant la Maison des centraliens avant une conférence de presse de Marine Le Pen destinée à lancer la campagne électorale du Front national en vue des élections européennes, retardant le début de cette intervention en attirant l'attention des journalistes présents pour l'occasion[155]. Les seins nus des militantes sont peints d'un drapeau européen sur lequel les étoiles forment une croix gammée et de l'inscription « Fascist epidemic » (« épidémie fasciste »), et elles portent également une moustache hitlérienne[155]. Par cette action, elles veulent lutter contre « la coalition de tous les partis d'extrême droite européens » et empêcher que l'Union européenne se transforme en « une union fasciste »[155].
- Le 25 mai 2014, journée d'élections européennes, quatre militantes du mouvement se sont présentées à Hénin-Beaumont seins nus et en tenue d'infirmières, proposant un « vaccin anti-fasciste », avec la volonté de perturber le vote de Marine Le Pen[156].
- Le 5 juin 2014, la militante Iana Jdanova détruit la statue de Vladimir Poutine au musée Grévin avec un pieu en bois tout en traitant le dirigeant russe de « dictateur »[157].
- Le 1er mai 2015, à Paris, à l'occasion d'une manifestation du Front national, deux militantes Femen surgissent alors que Marine Le Pen dépose une gerbe devant le monument de Jeanne d'Arc. Quelques instants plus tard, lors du discours de la présidente du FN, trois militantes Femen, déroulent des drapeaux Heil Le Pen au balcon d'un hôtel voisin[158]. Elles se présentent sur ce balcon le buste dénudé avec pour slogan peint sur elles « Heil Le Pen » tout en exécutant le salut nazi[158]. Elles en sont ensuite délogées violemment par des membres du service de sécurité du FN[159],[160]. Les Femen déposent plainte pour « violences, violation de domicile et arrestation arbitraire »[159],[161]. Pour sa part, Marine Le Pen dépose également plainte contre ces dernières[162].
- En mars 2022, deux militantes de Femen viennent perturber l'arrivée d'Éric Zemmour lors d'une soirée organisée par l'hebdomadaire d'extrême droite Valeurs actuelles, avec le slogan « valeurs réacs ripostes féministes » inscrit sur leur torse.

### Actions au Maroc
- En 2015, la Femen espagnole Lara Alcázar est arrêtée avec deux camarades françaises lors d'une action devant la Tour Hassan de Rabat[163].

### Actions en Tunisie
En mars 2013, à la suite du projet des Femen d'ouvrir une nouvelle branche en Tunisie, la ministre des Affaires de la femme, Sihem Badi, juge que cette organisation féministe porte des valeurs en contradiction avec l’islam et les traditions tunisiennes. Une jeune Tunisienne qui se fait appeler Amina Tyler (de son vrai nom Amina Sboui), crée une page Facebook pour cette branche tunisienne de Femen et y diffuse des photos où elle montre sa poitrine dénudée, sur laquelle a été écrit en arabe : « Mon corps m'appartient et n'est source d'honneur pour personne ». Le 21 mars, cette page Facebook est piratée, les photos étant remplacées par des vidéos de sourates du Coran et des illustrations de la chahada. Adel Almi, président de l’Association islamiste centriste de sensibilisation et de réforme (Al-Jamia al-Wassatia Li-Tawia Wal-Islah) appelle à la flagellation d'Amina Tyler,. Imitée par deux autres Tunisiennes,, Amina suscite beaucoup d'indignation et est la cible de très nombreux messages d'insultes et de menaces sur les réseaux sociaux,.
À la suite des différentes réactions contre Amina Tyler, les Femen ont affirmé qu'elle avait été enlevée par sa famille et qu'un témoin avait filmé la scène. Le 21 mars, sans nouvelles d'Amina, les Femen ont signalé qu'elles craignaient pour sa vie. Différents médias ont relayé cette disparition et l'appel des Femen. Devant ces vives réactions internationales, l'avocate Bochra Belhaj Hmida indique qu'elle a été en contact avec Amina et qu'elle lui aurait déclaré qu'elle allait bien, qu'elle se trouvait avec sa famille et qu'elle allait reprendre les cours bientôt. Cette annonce n'en a pas pour autant rassuré Femen, étant donné que ses membres n'arrivaient pas à entrer en contact avec Amina. Le 27 mars, Martine Gozlan, journaliste du magazine Marianne, déclare avoir rencontré Amina en présence de sa famille, affirmant que « la jeune fille n’est pas libre de ses mouvements et de ses contacts, bien que majeure. La famille plaide sa « fragilité psychologique » pour la couper du monde. On lui donne beaucoup de médicaments. Des antidépresseurs à haute dose. C’est aussi, curieusement, la thèse de certaines féministes tunisiennes ».
Les 28 et 29 mars, le site de Femen est piraté pour la seconde fois de la semaine, « par des islamistes » de Tunisie selon les féministes du mouvement, leur page d'accueil affichant provisoirement un message en anglais : « Sales truies ! Personne ne vous baise même pas vos hommes ! Venez en Tunisie ! Nous couperons vos seins et nous les donnerons à manger à nos chiens ! Mourez bande de salopes prostituées venant d’Israël ! »,. Amina Tyler est arrêtée le 19 mai 2013 à Kairouan, après avoir tagué le mot "Femen" sur le mur du cimetière avoisinant la mosquée Oqba-Ibn-Nafaâ. Elle est inculpée pour le port illégal d’un spray lacrymogène, et risque deux ans de prison pour profanation de sépulture, six mois pour atteinte aux bonnes mœurs, voire plus s'il est retenu qu'elle a agi en bande organisée.
Les trois Femen européennes venues en Tunisie pour manifester en sa faveur sont arrêtées le 29 mai et condamnées, le 12 juin 2013, à « quatre mois et un jour de prison ferme pour atteinte aux bonnes mœurs et à la pudeur ». Ayant, lors du procès en appel le 26 juin, présenté des excuses et promis de ne pas recommencer, les trois jeunes femmes ont leur peine réduite à du sursis et sont libérées.
Le 20 août, Amina quitte les Femen, les accusant d’être une organisation « islamophobe » et s'interroge sur les sources de financement du mouvement. En réaction, Inna Chevtchenko la condamne sans appel : « Amina n'a pas trahi les Femen, elle a trahi les milliers de femmes qui se sont mobilisées pour elle durant sa campagne de soutien et grâce à qui elle est libre aujourd'hui ».

### Autres pays

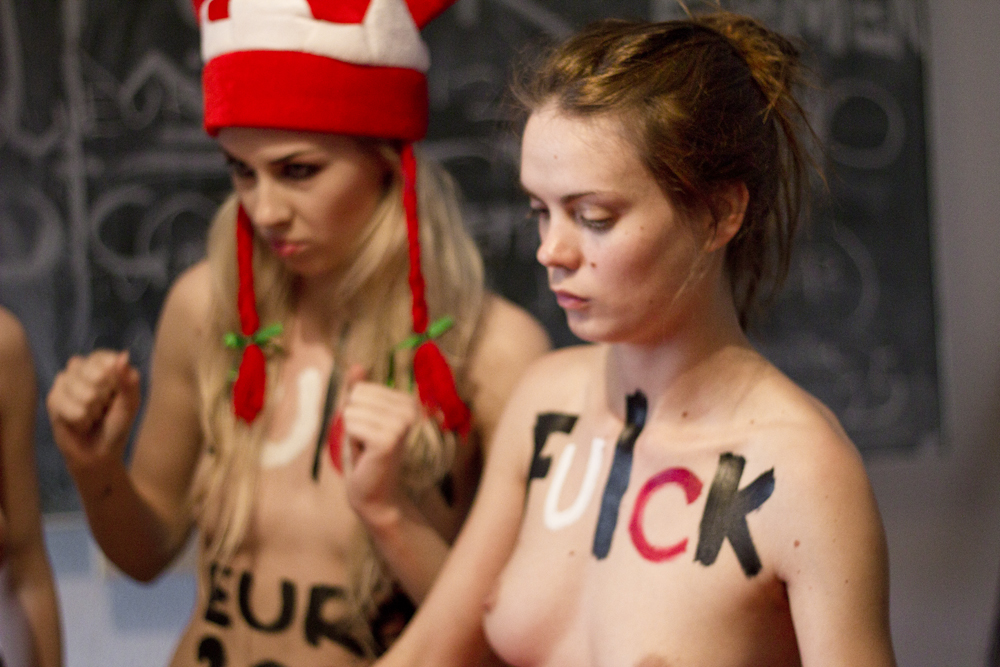
Oleksandra Chevtchenko et Oksana Chatchko préparant une action à Varsovie en juin 2012.

En octobre 2011, les Femen entament en Suisse une série de protestations contre la prostitution dans plusieurs pays européens, dont la France et l'Italie.
Le 1er février 2012 en Suisse, des militantes du mouvement féministe ukrainien Femen manifestent seins nus dans la propriété de la fédération à Zurich pour protester contre l'organisation du championnat du monde de hockey sur glace 2014 en Biélorussie.
Le 4 mars 2012, des membres de Femen manifestent à Moscou dans le bureau de vote où Vladimir Poutine vient de voter.
Le 8 juin 2012, Femen mène une action seins nus à Varsovie pour dénoncer la prostitution à l'occasion de l'Euro 2012 de football.
Le 20 décembre 2012, deux membres du mouvement Femen France se rendent à Stockholm, où est réfugiée Aliaa Magda Elmahdy, afin de protester ensemble contre l'adoption de la nouvelle constitution égyptienne proposée par Mohamed Morsi prévoyant l'application de la charia. Quelques jours auparavant, Aliaa Magda Elmahdy a été empêchée de se rendre en France alors qu'une action était prévue devant l'ambassade d'Égypte à Paris le jour du début du vote.
Le 24 février 2013, au cours du scrutin parlementaire italien, trois membres de Femen seins nus tentent de se lancer, sans l'atteindre, sur l'ex-Premier ministre Silvio Berlusconi, alors qu'il devait entrer dans l'isoloir pour voter. Les militantes portent inscrit sur leur dos et leur poitrine le slogan « Basta Berlusconi » (« Berlusconi, ça suffit »). Selon les militantes, « l'Italie ne doit pas voter pour quelqu'un qui devrait être en prison ».
Le 23 mars 2013, une page « Femen Maroc » est créée sur Facebook puis le 28 mars, une Marocaine anonyme y publie un selfie sur lequel elle apparaît voilée mais seins nus avec l'inscription « la liberté est mon choix ».
En août 2013, à la suite d'un message anonyme informant de la présence éventuelle d'un engin explosif dans le bureau de Femen à Kiev, la police ukrainienne a procédé à une intervention et a « découvert » « des objets ressemblant à un pistolet et à une grenade qui vont être soumis à expertise ». Une enquête a été ouverte par la justice pour « possession illégale d'armes et de munitions » et leur bureau a été fermé. Anna Hutsol affirme quant à elle que son mouvement n'a « jamais eu d'armes » et estime que ces armes ont été introduites dans leurs locaux à leur insu.
Le 28 octobre 2013, en Allemagne, des Femen manifestent pour le droit de conduire des Saoudiennes.
Le 17 novembre 2013 en Espagne, cinq militantes Femen perturbent une manifestation anti-avortement ; et scandent des slogans comme « aborto es sagrado » (« l'avortement est sacré ») ou « mi cuerpo, mis normas » (« mon corps, mes règles »).
Le 31 janvier 2014, deux militantes du mouvement Femen manifestent lors de la soirée de couronnement du Carnaval de Québec pour dénoncer le retour des duchesses ; avec les mots « esclavage stylisé » écrit sur leurs seins nus, elles ont hurlé « Carnaval patriarcal »» devant une foule d'environ 4 000 personnes,.
Le 2 juin 2015, deux militantes Femen, seins nus, et plaidant pour la cause homosexuelle en arborant le slogan « In gay we trust », se sont embrassées sur l'esplanade de la tour Hassan II à Rabat. Elles ont été arrêtées à l'aéroport et expulsées vers la France. Elles font aujourd'hui l'objet d'une interdiction de territoire.
Le 4 mars 2018, au cours du scrutin parlementaire italien, une militante Femen apparaît devant Silvio Berlusconi, des journalistes et des photographes, avant que l'ancien premier ministre italien ne vote, et montre sur sa poitrine le slogan « Berlusconi sei scaduto » (littéralement : « Berlusconi tu es expiré »).

## Critiques et controverses
Voir également les sections par pays, dans lesquelles sont détaillées certaines critiques et controverses concernant des faits particuliers ou visant plus spécifiquement certaines personnes.

### Critiques de groupes et de personnalités féministes
L'utilisation de la nudité comme moyen d'action fait débat. Selon certains détracteurs, comme l'ONG internationale La Strada (en), spécialisée dans la lutte contre la prostitution, les Femen nuiraient à l'image des femmes et conforteraient les clichés sexistes. De même, d'autres affirment qu'elles deviennent elles-mêmes « pornographiques » en manifestant nues. D'autres critiques mettent en avant le fait que cette réappropriation se manifeste dans la presse par l'exhibition de femmes dénudées, ce qui rappelle des clichés patriarcaux que Femen dit pourtant vouloir combattre. Alice Schwarzer, militante antipornographie, soutient globalement les combats de Femen mais elle met en garde ses membres contre le risque de « devenir des objets ». Fin 2012, la chroniqueuse Gaëlle-Marie Zimmerman fait remarquer que la plastique des militantes aux seins nus est conforme aux standards de la mode, ce qu'une militante de Femen réfute en montrant la photo d'une militante ne correspondant pas à ces normes. Face à toutes ces critiques concernant la nudité, les Femen répondent que les féministes traditionnelles ne sont plus entendues et que le féminisme du XXIe siècle passe par la réappropriation du corps des femmes par elles-mêmes.
Les féministes restent également divisés sur la question de l'utilisation de la nudité lors de leurs manifestations. La nudité choque, ébranle les opinions et permet d'assurer une couverture médiatique, mais elle peut provoquer des réactions très violentes. Certains pays sont plus accoutumés que d'autres à la nudité ou semi-nudité dans les médias et dans la rue, et l'impact des manifestations serait plus important dans les pays où la nudité est tabou. Anna Hutsol considère que « la réaction à une manifestation déshabillée illustre le niveau de liberté d’un pays », et elle ajoute : « nous n’avons pas été arrêtées en Suisse, mais nous avons failli être tuées en Biélorussie ».
Femen ne fait pas l'unanimité chez les féministes. Le collectif Les TumulTueuses, qui a aussi réalisé des actions seins nus, ne remet pas en cause cette tactique mais critique le fait que « les Femen ne s’adressent pas aux femmes et utilisent des discours virilistes » et que certaines de leurs opinions sont proches des féministes « institutionnelles », notamment au sujet de la prostitution et du port du voile, pour lesquels Femen a tendance à « culpabiliser » et « infantiliser » les personnes concernées,. Asma Guenifi, présidente de Ni putes ni soumises, « salue le courage des Femen et leur combat en Ukraine » mais « doute qu’il s’agisse d’une cause transposable à la France », soulignant que « la mixité est absente du discours des Femen, qui repose sur la misandrie (rejet des hommes), ce qui est en contradiction avec nos valeurs ». L'essayiste suisse Mona Chollet note pour sa part que les actions de Femen tendent à fragiliser les combats d'autres organisations féministes et qualifie le mouvement de « pseudo-féminisme qui suscite un engouement général des plus suspects ». Elle regrette que le mode d'action des Femen conforte certains préjugés du système patriarcal, tels « la réduction permanente des femmes à leur corps et à leur sexualité, la négation de leurs compétences intellectuelles ».

### Critiques de la confusion idéologique et de l'intolérance religieuse
Le manque de lisibilité de leurs messages est couramment mis en avant par les critiques. Rue89 souligne que la multiplication et la diversité des combats de Femen rend leurs messages confus. De même, Le Figaro constate que les messages de Femen manquent de clarté. Par ailleurs, sur le site de Marianne, une blogueuse associée à l'hebdomadaire fait remarquer que l’idée d’une « internationale féministe » est difficile à concevoir, la situation des femmes n’étant pas la même suivant les pays.
En France notamment, des groupes anti-Femen d'hommes masqués (les Hommen) et de femmes (les Antigones,) se constituent.
Certaines critiques mettent en avant le fait que leurs actions peuvent être discriminatoires. Pour Lydia Guirous, membre de l'Union des démocrates et indépendants et présidente de l’association « Future, au Féminin », les messages de Femen ne sont ni féministes ni laïcs, mais au contraire, incitent à l’intolérance et à la haine. Les Femen ont été accusées de tenir des propos néocolonialistes voire racistes, comme lorsque sa présidente Anna Hutsol a déclaré que la société ukrainienne avait été incapable « d’éradiquer la mentalité arabe envers les femmes »,. L'anticléricalisme radical des Femen leur vaut d'être accusées de christianophobie par certaines personnalités (comme le député Jacques Bompard) ou groupuscules d'extrême droite, et également d'islamophobie,,. En effet, Inna Chevtchenko, figure de proue du mouvement Femen est accusée d'islamophobie après un tweet diffusé le 9 juillet 2013 : « Qu'est ce qui peut être plus stupide que le Ramadan ? Qu'est ce qui peut être plus laid que cette religion ? ». Elle supprime par la suite le tweet mais assure « l'assumer entièrement ».
Après l'action de février 2013 dans la nef de Notre-Dame de Paris, Patrick Jacquin, recteur de la cathédrale, estime cependant qu'elles n'oseraient pas s'attaquer à une mosquée car, selon lui, la réaction des autorités serait plus sévère. En avril 2013, le mouvement Muslim Women Against Femen (« Femmes musulmanes contre les Femen ») est créé par des étudiantes de Birmingham, qui considèrent que les Femen sont islamophobes et impérialistes ; ce groupe lance une campagne sur Internet, avec comme slogan « Muslimah Pride » (« Fière d’être musulmane »), contre les féministes qui manifestent seins nus,.
En Ukraine, où leur réputation s'est peu à peu détériorée, il est reproché aux militantes de chercher à se faire remarquer coûte que coûte et à protester contre tout. Selon Serhiy Haïdaï, un conseiller en communication politique, « ce n'est qu'une simulation de féminisme [qui] n'a aucun sens politique ou social sérieux ». Pour une responsable ukrainienne de La Strada, Femen « nuit à l'image de l'Ukraine autant qu'au vrai mouvement féministe ». L'action en soutien aux Pussy Riot, consistant à scier une croix à Kiev, a suscité un fort rejet populaire et Anna Hutsol reconnaît qu'il est désormais fréquent que les Femen se fassent traiter de « putes » dans son pays d'origine.
En 2014, la journaliste Caroline Fourest, ordinairement proche de Femen, précise que la leader de Femen, Inna Chevtchenko, « marxiste » et « membre des Jeunesses communistes ukrainiennes », « n'est pas une grande démocrate ». Elle exprime également son désaccord sur l'opportunité de l'action spectaculaire menée à Notre-Dame de Paris, en février 2013, alors que le pape Benoît XVI venait justement, selon elle, de poser son premier acte s'inscrivant dans la modernité. Dans son livre Inna (2014), elle reproduit une lettre qu'elle avait adressée à Inna Chevtchenko, sans jamais l'envoyer : « Combien de jeunes fanatiques, avant toi, prétendaient se sacrifier pour les autres et ont fini par tuer l'humanité ? […] Ta révolution sans amour ne me fait pas envie, Inna ». Elle questionne aussi la remise en cause de la laïcité par le mouvement Femen : « Nous nous sommes aussi affrontées lorsque sa fureur marxiste et révolutionnaire heurtait mon aspiration aux lumières tamisées de la laïcité, et peut-être plus encore, à l'art de vivre ».

### Critiques politiques
En 2012, sur le site de La Voix de la Russie, radio d'État du pays, le journaliste Alexandre Latsa critique ce qu'il estime être une certaine dérive politique des Femen : d'après lui, le mouvement est « financé et soutenu par l’Occident », largement encouragé par le « mainstream médiatique », et éloigné « des préoccupations populaires et nationales » à la suite de sa politisation progressive visible dans la multiplication des attaques lancées contre les leaders d’Europe orientale : Vladimir Poutine, Alexandre Loukachenko, Viktor Ianoukovytch ou leurs alliés européens, Silvio Berlusconi en tête.

### Soutiens
Femen reçoit aussi de nombreux soutiens. Sur Facebook, la page de Femen recueille près de 90 000 fans en mars 2013. En 2012 pour Géraldine Sarratia, journaliste aux Inrockuptibles, il y a « beaucoup de sincérité dans leur discours, elles ont un vrai engagement, elles consacrent leur vie à leur combat et puis ce sont des guerrières ».
En novembre 2019, après avoir perturbé une conférence de Tariq Ramadan, accusé de viol et harcèlement sexuel par plusieurs femmes, l’ancienne ministre des Droits des femmes Laurence Rossignol indique : « Les Femen, c’est le courage politique et le courage physique ! Respect ! ».

### Bande dessinée
- Journal d'une Femen, dessins et couleurs de Séverine Lefebvre, scénario de Michel Dufranne.

### Films

#### Documentaires
- Ukraine Is Not a Brothel (2013), de Kitty Green
- Nos seins, nos armes ! (2013), de Caroline Fourest et Nadia El Fani, produit par Nilaya Productions, 70 minutes - diffusé sur France 2 le 5 mars 2013 dans l'émission Infrarouge[229],[230],[231]
- Everyday Rebellion (2013), d'Arash T. Riahi et Arman Riahi, 11! minutes - film évoquant différents militantismes dont Femen
- Naked War (2014) de Joseph Paris, produit par La Clairière Production, 68 minutes (extrait en ligne) - diffusé sur LCP le 3 avril 2014 dans l'émission Docs ad hoc[232],[233]
- Je suis Femen (2014), d'Alain Margot, produit par Caravel Production et Luminor Films Distribution, 67 minutes (voir en ligne)

#### Fiction
- Oxana (2024), de Charlène Favier - surtout un biopic sur Oksana Chatchko

### Radio et podcasts
- Fabrice Drouelle, « FEMEN : leurs seins sont leurs armes », sur France Inter, 15 janvier 2018.